# Pearl S. Buck
Pearl Sydenstricker Buck, znana tudi po svojem kitajskem imenu Saj Ženžu (kitajsko: 賽珍珠), ameriška pisateljica in romanistka,  * 26. junij 1892, Hillsboro, Zahodna Virginija, ZDA, † 6. marec 1973, Danby, Vermont, ZDA.
Kot hči misijonarjev je Buckova večino svojega življenja pred letom 1934 preživela v na Kitajskem. Njen roman Dobra Zemlja je bila leta 1931 in 1932 najbolj uspešna knjiga v ZDA, leta 1932 je Buck zanjo prejela Pulitzerjevo nagrado. Leta 1938 je dobila Nobelovo nagrado za književnost »za bogate in resnično epske opise kmečkega življenja na Kitajskem in za svoje biografske mojstrovine". Bila je prva ameriška dobitnica Nobelove nagrade za književnost.
Po vrnitvi v ZDA leta 1935 je ustvarjala dalje. Postala je pomembna zagovornica pravic žensk in manjšin, pisala je pogosto o kulturah Azije  in postala še posebej dobro znana zaradi svojih prizadevanj, da ameriška družba spremeni svoje stališče, kar se posvojitev otrok iz Azije in mešanih družin tiče.

## Nobelova nagrada za književnost
Leta 1938 je Odbor za Nobelovo nagrado za književnost svojo odločitev za Pearl S. Buck utemeljil takole:  
Odločitev, da se letošnjo nagrado podeli Pearl Buck za pozornosti vredna dela, ki so utrla pot sočutju z ljudmi prek rasnih ločnic,  in za študije človekovih idealov kot vzoren in živ primer za umetnost portretiranja, je po prepričanju švedske Akademije v skladu s cilji, ki jih je Alfred Nobel sanjal o prihodnosti.
V svojem govoru Akademiji se je pisateljica lotila teme »Kitajski Roman." Četudi je »Američanka po rojstvu in po prednikih", se je »zgodb, kako jih povedati in zapisati, prvič zavedla na Kitajskem." Po obširni razpravi o klasičnih kitajskih romanih, še posebej o delih Romanca Treh Kraljestev, Vsi ljudje so bratje, in Sanje rdeče kamre je prišla do zaključka, da na Kitajskem »pisatelj ni imel naloge ustvarjati umetnost, temveč govoriti ljudem.« Svoje ambicije, je nadaljevala, niso bili usmerjene v  »lepoto pisanega ali milino umetnosti«. Pisatelj ima na Kitajskem ima drugačno nalogo kot pa umetnik na Zahodu: »Kmetom mora govoriti o njih zemlji, starcem o miru, starkam o njih otrocih,  mladim moškim in ženskam pa o njih samih.« In tako kot kitajski pisatelj, končuje, »sem se naučila, da moram pisati za te ljudi. Če jih na milijone bere njihove revije, potem hočem, da se moje pripovedi tiskajo tam in ne v publikacijah, ki jih bere samo nekaj.« 

## Izbrana dela

### Avtobiografije
- Mojih več svetov: Osebna pot (New York: John Dan, 1954).
- Most na drugo stran (New York: John Dan, 1962)

### Biografije
- V tujini (1936) (COBISS)
- Bojujoči Angel (1936)

### Romani
- Vzhodni Veter:Zahodni Veter (1930) [10]
- Hiša Zemlje
  - Dobra Zemlja (1931)(COBISS)
  - Sinovi (1933) (COBISS)
  - Razkropljena družina (1935) 	(COBISS)
- Mati (1933)(COBISS)
- Vsi ljudje so bratje (1933), prevod kitajskega klasičnega proznega epa Vodni delež.
- Ponosno srce (1938) (COBISS)
- Domoljub (1939)
- Drugi bogovi (1940)
- Nebo Kitajske (1941)
- Zmajevo seme (1942)
- Obljuba (1943)
- Polet na Kitajsko (1943)
- Meščan (1945) – kot John Sedges (COBISS)
- Zakon iz ljubezni (1945) (COBISS)
- Paviljon Žensk (1946)
- Jezna Žena (1947) – kot John Sedges
- Potonika (1948) (COBISS)
- Veliki Val (1948)
- Velika ljubezen (1949) – kot John Sedges  (COBISS)
- Služkinja (1949),  prvič objavljeno v Veliki Britaniji
- Sorodniki (1950)
- Božji ljudje (1951)
- Skriti cvet (1952)(COBISS)
- Pridi, moja ljubezen (1953)
- Glasovi v Hiši (1953) – kot John Sedges
- Bukev (1954) otroške zgodbe
- Orhideja : zadnja kitajska cesarica (1956)(COBISS)
- Pismo iz Pekinga (1957)(COBISS)
- Ukaz zjutraj (1959)
- Satan nikoli ne spi (1962; glej 1962 film Satan nikoli ne spi)
- Živo trsje (1963)
- Smrt v gradu (1965) (COBISS)
- Čas je opoldne (1966)
- Evangelij po Mateju, Marku, Luku in Janezu (1967)
- Novo Leto (1968)
- Tri hčere gospe Liang (1969)
- Mandala (1970)
- Boginja spoštuje (1972)
- Vsi  pod nebom (1973)
- Mavrica (1974)
- Večno čudo, (verjetno napisano tik pred njeno smrtjo, objavljeno oktobra 2013) [11]

## Priznanja

### Nagrade
- Pulitzerjeva nagrada za roman: Dobra Zemlja (1932)
- William Dean Howellova medalja (1935)
- Nobelova nagrada za književnost (1938)